# Sennecey-lès-Dijon
Sennecey-lès-Dijon település Franciaországban, Côte-d’Or megyében. Lakosainak száma 2125 fő (2022. január 1.). Sennecey-lès-Dijon Dijon, Chevigny-Saint-Sauveur és Neuilly-Crimolois községekkel határos.

## Népesség
A település népessége az elmúlt években az alábbi módon változott:
| Lakosok száma | 749  | 927  | 1535 | 2305 | 2146 | 2101 | 2041 | 1966 | 2068 | 2125 |
|               | 1968 | 1982 | 1990 | 2006 | 2013 | 2015 | 2017 | 2019 | 2020 | 2022 |